# Khairthal
Khairthal é uma cidade e um município no distrito de Alwar, no estado indiano de Rajastão.

## Demografia
Segundo o censo de 2001, Khairthal tinha uma população de 32,008 habitantes. Os indivíduos do sexo masculino constituem 53% da população e os do sexo feminino 47%. Khairthal tem uma taxa de literacia de 65%, superior à média nacional de 59.5%: a literacia no sexo masculino é de 72% e no sexo feminino é de 56%. Em Khairthal, 16% da população está abaixo dos 6 anos de idade.